# Einat Kalisch-Rotem
Einat Kalisch-Rotem (en hebreo, עינת קליש-רותם; Haifa, 1970) es una arquitecta israelí y alcaldesa de la ciudad de Haifa. Es la primera mujer en ser alcaldesa de una gran ciudad en el país.

## Biografía
Kalisch-Rotem nació, se crio y se educó en Haifa. Estudió en la escuela secundaria Alliance Haifa y participó activamente en el consejo estudiantil. Sirvió en las Fuerza Aérea de Israel como asesora de investigación. 
En 1995 se licenció en arquitectura en el Technion - Instituto Tecnológico de Israel. En 2001 completó su maestría en diseño urbano con honores del Technion, y en 2007 completó su doctorado en planificación urbana en el Instituto Federal Suizo de Tecnología, ETH Zurich.

## Trayectoria profesional
Kalisch-Rotem tiene un estudio de arquitectura independiente que se ocupa de la planificación urbana y regional. Da conferencias en el Technion y la Universidad de Tel Aviv. Ganó varios premios, incluido un premio del gobierno del Ministerio de Protección Ambiental en 2007. 
Desde 2011 es presidenta de la Asociación de Arquitectos de Haifa y miembro del Comité Ejecutivo de la Coalición para la Salud Pública. 
Kalish-Rotem continuó su trabajo como arquitecta mientras servía en el consejo de la ciudad de Haifa. Fue condenada en marzo de 2018 por violar la Ley de Planificación y Construcción en el Tribunal de Asuntos Locales de Hadera, en relación con la construcción de una casa privada en Zichron Yaakov, que fue construida sin un permiso de construcción y multada con 30.000 ILS.

## Trayectoria política
En las elecciones municipales de 2013, se postuló para alcalde de Haifa en una lista independiente con la facción "Living in Haifa" contra el alcalde en ejercicio, Yona Yahav. 
En las elecciones municipales de 2018. En octubre de 2018, ella y su partido fueron descalificados para presentarse a las elecciones de acuerdo con la decisión de la Administración Electoral, después de que el abogado del Partido Laborista firmara tanto sus formularios como los de la lista "Lovers of Haifa" dirigida por Yisrael Savyon del Partido Laborista, por lo que dos listas representaron al Partido Laborista en las elecciones de la ciudad, violando la ley electoral. En respuesta, Kalisch-Rotem y varias organizaciones presentaron una petición al Tribunal de Distrito de Haifa, pero la petición fue rechazada. En el recurso de casación interpuesto ante el Tribunal Superior de Justicia, se acogió su recurso y se determinó que tenía derecho a impugnar ya que la actuación fue de buena fe.
En las elecciones municipales de 2018, derrotó al veterano alcalde Yona Yahav con el 56% de los votos. Su facción "Living in Haifa" consiguió cuatro escaños en el consejo de la ciudad. 
Kalish es cinturón negro en kárate. Está casada y tiene dos hijos. 